# Las siete columnas
Novela satírica del escritor español Wenceslao Fernández Flórez que ganó en el año 1926 el Premio Nacional de Literatura y que ha sido traducida al inglés, holandés y japonés. La trama está compuesta por siete historias que ilustran la necesidad de los siete pecados capitales del cristianismo (lujuria, pereza, gula, ira, envidia, avaricia y soberbia) para que la civilización pueda mantenerse. Paradójicamente, estos vicios son las siete columnas sobre las que se sustenta la sociedad.
- Datos: Q20017073